# Chapelle Saint-Blaise-des-Simples de Milly-la-Forêt
La chapelle Saint-Blaise-des-Simples est une chapelle de culte catholique, dédiée à l'évêque et médecin saint Blaise, située dans la commune de Milly-la-Forêt, département de l'Essonne.

## Situation
| \| Localisation de la chapelle Saint-Blaise-des-Simples dans l'Essonne. · Chapelle Saint-Blaise-des-Simples \| Localisation de la chapelle Saint-Blaise-des-Simples dans l'Essonne. |
| Localisation de la chapelle Saint-Blaise-des-Simples dans l'Essonne. · Chapelle Saint-Blaise-des-Simples                                                                            |

La chapelle Saint-Blaise-des-Simples est implantée à l'extérieur de la vieille ville de Milly-la-Forêt, en bordure de la route départementale 142 menant à Nemours, sur la rive droite de la rivière l'École.

## Historique
La chapelle est l'unique vestige d'une maladrerie du XIIe siècle, Saint Blaise ayant la réputation d’être guérisseur par les plantes médicinales, appelées « simples ». Au XVIIIe siècle, la léproserie tomba en ruine, il ne subsistait que la chapelle.
Lors de sa restauration en 1959, l'ancienne chapelle fut décorée par Jean Cocteau qui résidait dans la ville depuis 1945, à la sollicitation des élus. Le poète dessina les vitraux et des fresques murales représentant respectivement la Résurrection du Christ et des plantes médicinales, les simples qui donnent leur nom à la chapelle. Ces plantes médicinales (aconit, belladone, menthe, renoncule, valériane...) cultivées traditionnellement par les moines sont appelées ainsi car on n'utilisait au départ qu'une seule plante. Elles sont toujours cultivées dans le petit jardin attenant où est exposée la cloche des halles qui sonnait autrefois le début du marché.
À sa mort en 1963, Cocteau voulut être enterré dans ce lieu, son corps fut transféré en 1964 dans la chapelle qu'il avait décorée, son caveau étant recouvert d'une pierre tombale offerte par Francis Palmero, sénateur-maire de Menton, dont Jean Cocteau était citoyen d’honneur. Cocteau se contenta de faire graver sur la dalle l'épitaphe portant son écriture « Je reste avec vous »
. En 1964, Arno Breker offrit un buste en bronze de Cocteau et en 1971 il fit don de deux vitraux pour le 7e anniversaire de sa mort. Son fils adoptif Édouard Dermit fut inhumé dans le même caveau en 1995.
La chapelle est inscrite à l'inventaire supplémentaire des monuments historiques depuis le 17 février 1982, puis finalement classée le 6 mai 2015.

## Description
La chapelle se présente comme un petit édifice en grès couverte de tuiles. Des contreforts soutiennent les murs, deux en façade et trois sur les bas-côtés. Une porte en arc permet l'accès, elle est surmontée d'une mince fenêtre fermée par un vitrail. Au sommet du massif occidental sont disposées deux fenêtres occultées par des volets en fer forgé et des vitraux, œuvres du poète.
L'intérieur, peint à la chaux est décoré par les dessins de Jean Cocteau symbolisant les Simples (la jusquiame, la belladone, la valériane) et la Résurrection, symbolisée ici par un chat.
La chapelle est entourée  d'un jardin présentant les plantes médicinales, décoré de la croix en fer et de la cloche des halles.

## Galerie

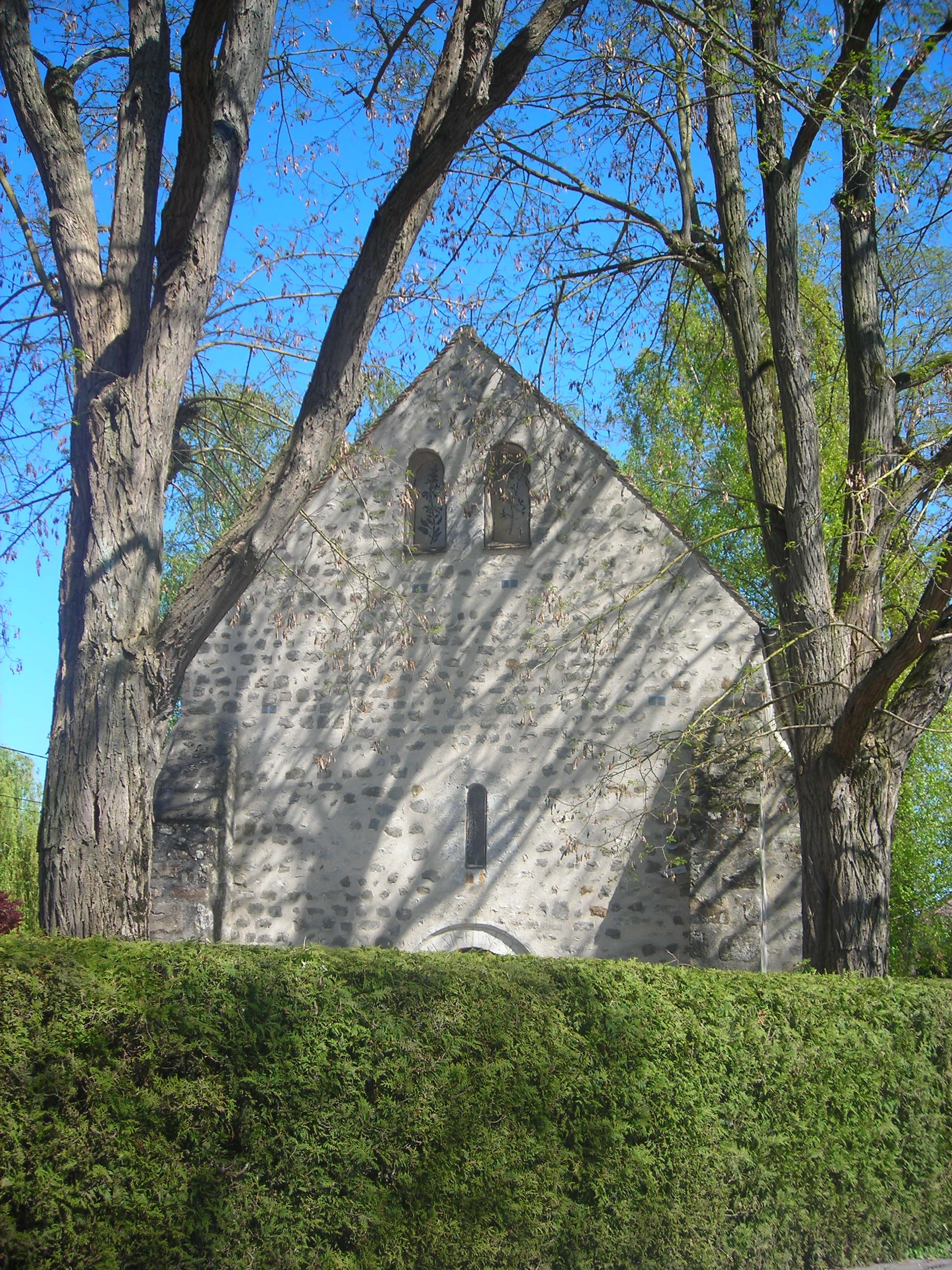
La chapelle depuis le parking.
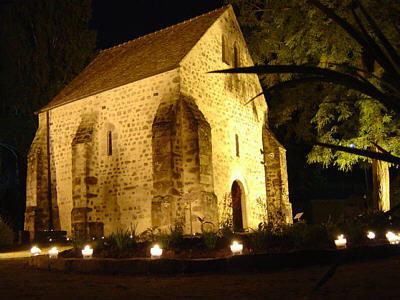
La chapelle de nuit.